# Hadrián
Hadrián je mužské jméno latinského původu. Je to zastaralá podoba jména Adrián. Latinská podoba jména je Hadrianus. Vykládá se jako muž od moře, z města Hadrie.

## Známí Hadriánové
- sv. Hadrián – katolický světec a mučedník
- Hadrianus – římský císař
- Publius Aelius Hadrianus – římský císař vládnoucí v letech 117–138
- Hadrián I. – byl papežem od 1. února 772 až do své smrti
- Hadrián II. – byl papežem od 14. prosince 867 až do své smrti
- Hadrián III. – byl papežem od 17. května 884 až do své smrti
- Hadrián IV. – byl papežem od 4. prosince 1154 až do své smrti
- Hadrián V. – od roku 1251 byl kardinálem, dne 11. července 1276 se stal papežem
- Hadrián VI. – byl papežem od 1. ledna 1522 až do své smrti